# Gouvernement Fiala
République tchèque
Babiš II 
Le gouvernement Fiala (en tchèque : Vláda Petra Fialy) est le gouvernement de la République tchèque depuis le 17 décembre 2021, sous la 9e législature de la Chambre des députés.
Il est dirigé par le libéral-conservateur Petr Fiala, après la victoire de l'alliance SPOLU à la majorité relative lors des élections législatives, et repose sur une coalition de cinq partis réunis en deux ententes distinctes. Il succède au deuxième gouvernement du populiste libéral Andrej Babiš.

## Historique du mandat
Ce gouvernement est dirigé par le nouveau président du gouvernement libéral-conservateur Petr Fiala, anciennement ministre de l'Éducation. Il est constitué et soutenu par une coalition entre les alliances Ensemble (SPOLU), qui réunit le Parti démocratique civique (ODS), l'Union chrétienne démocrate – Parti populaire tchécoslovaque (KDU-ČSL) et TOP 09, et Pirates et maires (PaS), qui rassemble Maires et Indépendants (STAN) et le Parti pirate tchèque (ČSP). Ensemble, ils disposent de 108 députés sur 200, soit 54 % des sièges de la Chambre des députés.
Il est formé à la suite des élections législatives des 8 et 9 octobre 2021.
Il succède donc au second gouvernement du populiste libéral Andrej Babiš, constitué par une coalition entre ANO 2011 et le Parti social-démocrate tchèque (ČSSD) et ayant bénéficié pendant la grande majorité de son mandat du soutien sans participation du Parti communiste de Bohême et Moravie (KSČM).

### Formation
Au cours du scrutin parlementaire, les coalitions de l'opposition Ensemble et Pirates et maires remportent à elles deux la majorité absolue des sièges. Dès le soir du 10 octobre, ces deux coalitions annoncent la signature d'un accord en vue de la formation d'un gouvernement de coalition mené par le dirigeant d'Ensemble, Petr Fiala. Arrivée en tête des suffrages au niveau national par une courte avance sur ANO 2011, SPOLU obtient cependant la deuxième place en termes de sièges du fait de la répartition par circonscription,.

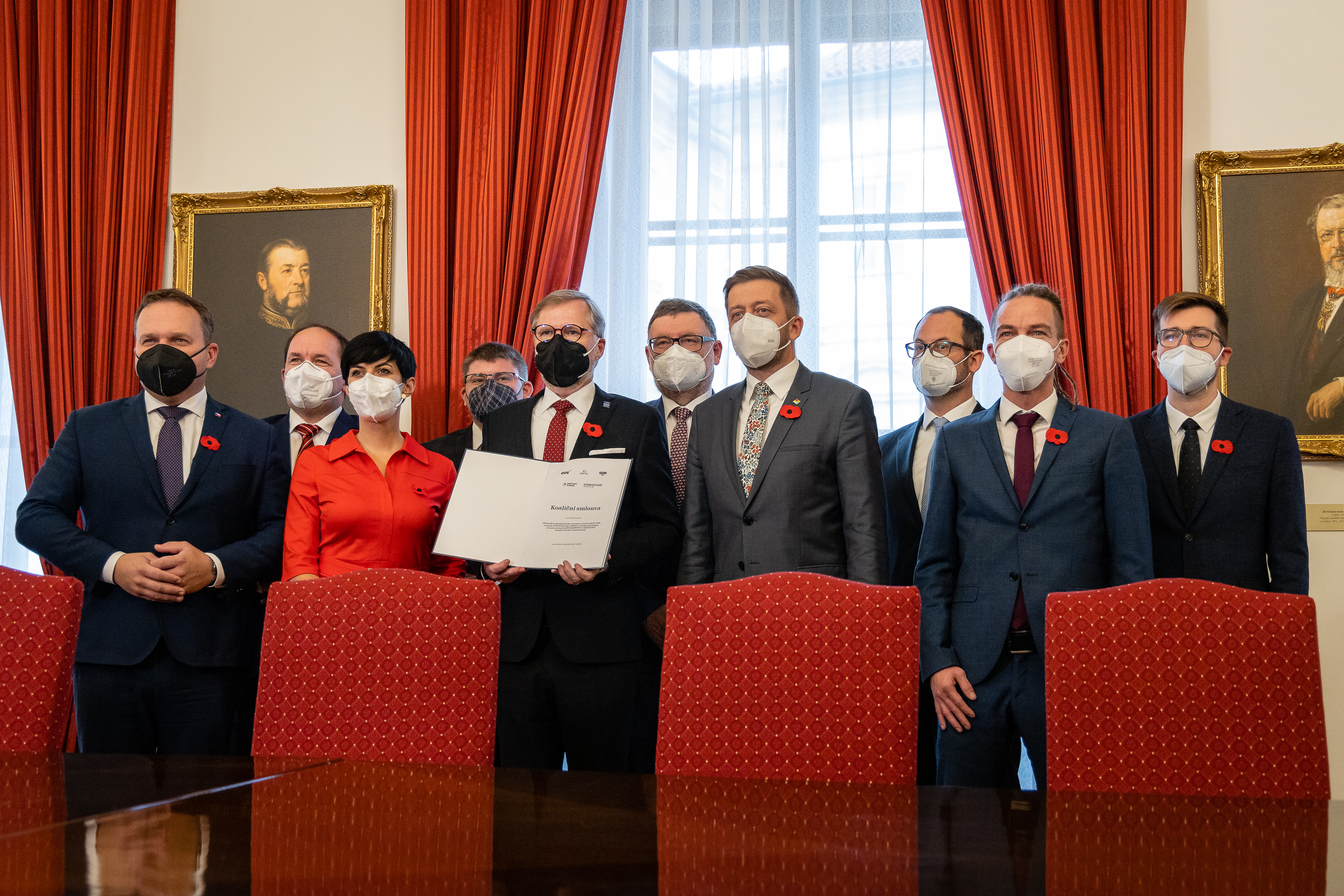
Accord de coalition signé en novembre 2021.

#### Hospitalisations de Miloš Zeman
Le 10 octobre, le calendrier de la formation gouvernementale est perturbé par l'hospitalisation du président de la République Miloš Zeman, à l'issue d'un entretien informel avec Andrej Babiš. Il avait annoncé lors de la campagne électorale son intention de nommer le dirigeant du principal parti issu des élections, et non le dirigeant de la principale coalition.
Après avoir annoncé que lors de cet entretien, le chef de l'État lui avait confié le mandat de formation du nouvel exécutif, le président du gouvernement sortant indique le 16 octobre qu'il ne tentera pas de former un nouveau cabinet et qu'il remettra ses fonctions à la future coalition gouvernementale que SPOLU et PaS ont l'intention de concrétiser d'ici l'ouverture de la législature, convoquée le 8 novembre 2021. Le 5 novembre, au lendemain de sa sortie des soins intensifs, Miloš Zeman fait savoir qu'il est prêt à nommer Petr Fiala président du gouvernement. Les cinq partis signent officiellement leur accord de coalition trois jours plus tard, après quoi Petr Fiala se voit confier par le chef de l'État — à nouveau brièvement hospitalisé après avoir été testé positif à la Covid-19 — la mission de former le nouvel exécutif tchèque.

#### Petr Fiala formateur
La liste des ministres est rendue publique par Petr Fiala le 16 novembre après un entretien avec Miloš Zeman, le formateur précisant que le chef de l'État comptait le nommer président du gouvernement dix jours plus tard. Cette nomination est cependant différée au 28 novembre, en raison de l'hospitalisation du chef de l'État, positif au Covid-19, qui souhaite par ailleurs rencontrer individuellement chaque ministre avant de les désigner. Fiala est finalement assermenté en présence d'un chef de l'État confiné à l'intérieur d'un box de plexiglas, en application des règles sanitaires.
Le 10 décembre, le président de la République informe le public qu'il refuse de nommer Jan Lipavský (Parti pirate) au ministère des Affaires étrangères, faisant savoir qu'il émet des réserves sur plusieurs autres ministres mais ne bloquera pas leur entrée en fonction. En réaction, Petr Fiala estime sur le réseau social Twitter que la Cour constitutionnelle doit être saisie, ayant indiqué quelques jours plus tôt qu'en cas de refus de nomination d'un ministre, il déposerait un recours constitutionnel à l'encontre de Miloš Zeman. Le président du gouvernement annonce le 13 décembre que Miloš Zeman nommera le gouvernement quatre jours plus tard et que l'exécutif sera complet, incluant donc Jan Lipavský.
Effectivement nommé le 17 décembre 2021 au cours d'une cérémonie au château de Lány, à laquelle ne participe pas le futur ministre de l'Agriculture Zdeněk Nekula en raison d'une contamination par la Covid-19, le gouvernement obtient le 13 janvier 2022 la confiance de la Chambre des députés par 106 voix pour sur 193 exprimés,.

## Composition
| Poste                                                                       | Titulaire                            | Titulaire                            | Titulaire                                 | Parti    |
| --------------------------------------------------------------------------- | ------------------------------------ | ------------------------------------ | ----------------------------------------- | -------- |
| Président du gouvernement                                                   |                                      |                                      | Petr Fiala                                | ODS      |
| Premier vice-président du gouvernement Ministre de l'Intérieur              |                                      |                                      | Vít Rakušan                               | STAN     |
| Vice-président du gouvernement Ministre du Travail et des Affaires sociales |                                      |                                      | Marian Jurečka                            | KDU-ČSL  |
| Vice-président du gouvernement chargé du Numérique                          |                                      |                                      | Ivan Bartoš (jusqu'au 30/09/2024)         | ČSP      |
| Vice-président du gouvernement Ministre de la Santé                         |                                      |                                      | Vlastimil Válek                           | TOP 09   |
| Ministre des Finances                                                       |                                      |                                      | Zbyněk Stanjura                           | ODS      |
| Ministre du Développement régional                                          |                                      |                                      | Ivan Bartoš (jusqu'au 30/09/2024)         | ČSP      |
| Ministre du Développement régional                                          |                                      |                                      | Marian Jurečka (intérim)                  | KDU-ČSL  |
| Ministre du Développement régional                                          |                                      |                                      | Petr Kulhánek (à partir du 08/10/2024)    | STAN     |
| Ministre des Affaires étrangères                                            |                                      |                                      | Jan Lipavský                              | ČSP/Sans |
| Ministre de la Justice                                                      |                                      |                                      | Pavel Blažek (jusqu'au 30/05/2025)        | ODS      |
| Ministre de la Justice                                                      |                                      | Eva Decroix (à partir du 10/06/2025) |                                           | ODS      |
| Ministre de la Culture                                                      |                                      |                                      | Martin Baxa                               | ODS      |
| Ministre de l'Industrie et du Commerce                                      |                                      | sans cadre                           | Jozef Síkela                              | Sans     |
| Ministre de l'Éducation, de la Jeunesse et des Sports                       |                                      |                                      | Petr Gazdík (jusqu'au 29/06/2022)         | STAN     |
| Ministre de l'Éducation, de la Jeunesse et des Sports                       | Vladimír Balaš (jusqu'au 04/05/2023) |                                      |                                           | STAN     |
| Ministre de l'Éducation, de la Jeunesse et des Sports                       | Mikuláš Bek                          |                                      |                                           | STAN     |
| Ministre de l'Agriculture                                                   |                                      |                                      | Marian Jurečka a.i. (jusqu'au 03/01/2022) | KDU-ČSL  |
| Ministre de l'Agriculture                                                   | Zdeněk Nekula (jusqu'au 29/06/2023)  |                                      |                                           | KDU-ČSL  |
| Ministre de l'Agriculture                                                   | Marek Výborný                        |                                      |                                           | KDU-ČSL  |
| Ministre de la Défense                                                      |                                      |                                      | Jana Černochová                           | ODS      |
| Ministre des Transports                                                     |                                      |                                      | Martin Kupka                              | ODS      |
| Ministre de l'Environnement                                                 |                                      |                                      | Anna Hubáčková (jusqu'au 01/11/2022)      | Sans     |
| Ministre de l'Environnement                                                 |                                      |                                      | Marian Jurečka (intérim)                  | KDU-ČSL  |
| Ministre de l'Environnement                                                 | Petr Hladík (à partir du 10/03/2023) |                                      |                                           | KDU-ČSL  |
| Ministre de la Science, de la Recherche et de l'Innovation                  |                                      |                                      | Helena Langšádlová (jusqu'au 05/05/2024)  | TOP 09   |
| Ministre de la Science, de la Recherche et de l'Innovation                  | Marek Ženíšek                        |                                      |                                           | TOP 09   |
| Ministre de la Législation Président du Conseil législatif                  |                                      |                                      | Michal Šalomoun (jusqu'au 11/10/2024)     | Sans     |
| Ministre des Affaires européennes                                           |                                      |                                      | Mikuláš Bek (jusqu'au 04/05/2023)         | STAN     |
| Ministre des Affaires européennes                                           | sans cadre                           | Martin Dvořák                        |                                           | STAN     |